# Macrodontia cervicornis
Macrodontia cervicornis (denominado popularmente, em inglês, giant jawed sawyer ou sabertooth longhorn beetle) é um inseto da ordem Coleoptera e da família Cerambycidae, subfamília Prioninae; um besouro cujo habitat são as florestas tropicais úmidas da região neotropical; desde o norte da América do Sul, na Colômbia e Guianas, até a região sul do Brasil (Paraná), também incluindo o Equador, o Peru e a Bolívia. A espécie fora descrita em 1758, por Carolus Linnaeus, com a denominação Cerambyx cervicornis, em sua obra Systema Naturae (com sua localidade-tipo descrita como America), sendo a espécie-tipo do gênero Macrodontia. Atingindo até 17 centímetros de comprimento, Macrodontia cervicornis é uma das maiores e mais belas espécies de besouros do mundo; apresentando dimorfismo sexual aparente, com machos possuindo suas mandíbulas mais desenvolvidas; o que fez Linnaeus denominá-lo cervicornisː com chifres como um cervo.

## Descrição
Machos e fêmeas possuem um corpo achatado, com uma mesma coloração que busca imitar as cores da madeira cortada e cuja textura, em seus élitros, também assim busca se assemelhar, com linhas irregulares sinuosas que tornam a sua camuflagem quase invisível; de protórax estampado em negro e castanho, dotado de nítidos espinhos pontiagudos, um em sua porção anterior e dois em sua porção posterior. Suas mandíbulas encurvadas possuem "dentes" internos, principalmente as de maiores dimensões, e suas antenas não alcançam a metade dos élitros.

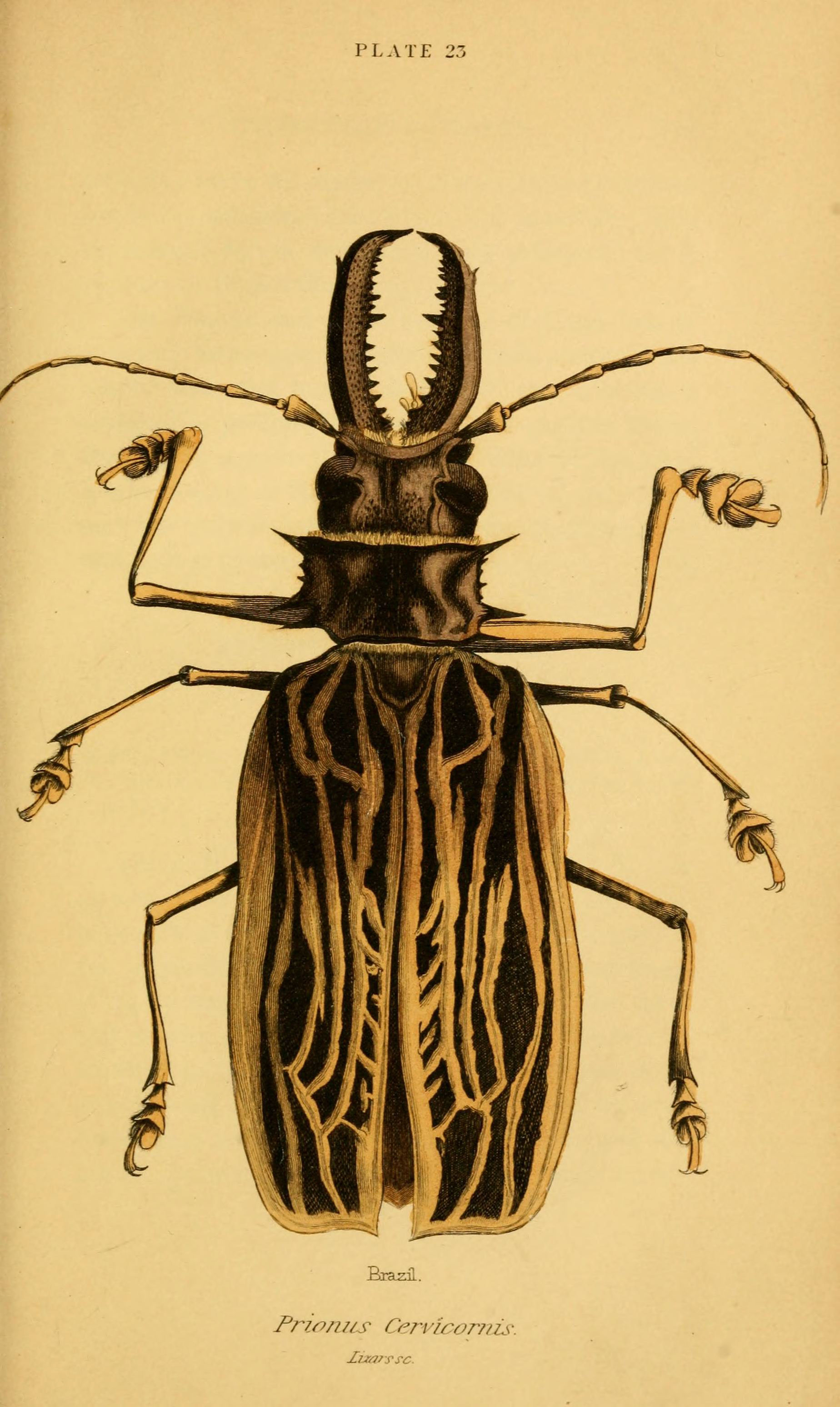
Ilustração de espécime macho de M. cervicornis; retirada da obra The Natural History of Beetles, de James Duncan (1852).

Este besouro demonstra uma grande variabilidade em suas dimensões, com espécimes de regiões mais áridas apresentando uma redução do seu tamanho.

## Biologia
As larvas de quase todas as espécies de Cerambycidae da subfamília Prioninae desenvolvem-se em troncos cortados ou já secos, por isso os seus representantes não têm tanta importância econômica para as plantas cultivadas e, no caso desta espécie, desenvolvem-se dentro da casca de árvores de madeira macia, mortas ou moribundas, por até 10 anos, enquanto os seus indivíduos adultos vivem apenas os meses necessários para se reproduzir; podendo inclusive atacar palmeiras como o coqueiro (Cocos nucifera), mas também outras de gêneros como Attalea, Ceiba e Jessenia.

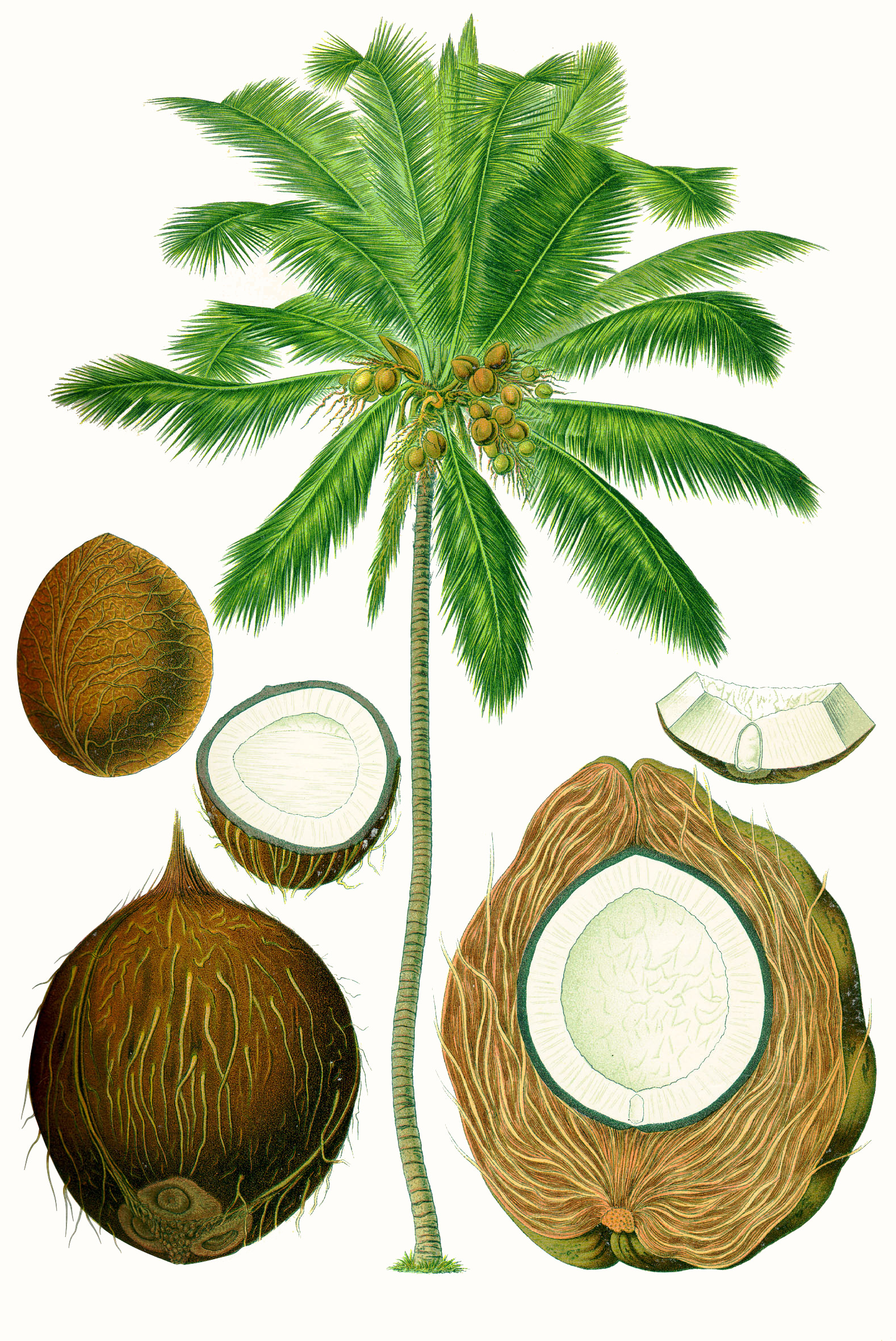
Ilustração de um coqueiro (Cocos nucifera), uma das plantas-alimento das larvas de M. cervicornis.

## Forésia
Nesta espécie é possível se avistar a forésia na presença de aracnídeos da ordem Pseudoscorpionida (pseudoescorpiões) pertencentes à espécie Cordylochernes scorpioides.

## Uso humano
Nos primóridios da aviação, no século XX, Macrodontia cervicornis serviu de modelo para estudos sobre aerodinâmica por parte do aviador francês Louis Blériot. Suas larvas são uma fonte de alimento para os povos ameríndios do Brasil, possuindo excelente sabor; o que, juntamente com o formato e dimensão dos adultos, que os tornam valiosos para o comércio de lembranças e colecionismo, inclusive com sites estrangeiros vendendo tais insetos na internet, fez com que a União Internacional para a Conservação da Natureza a colocasse na sua Lista Vermelha como espécie vulnerável (VU).